# 13 (альбом Black Sabbath)
13 — девятнадцатый и последний студийный альбом британской рок-группы Black Sabbath, вышел в июне 2013 года. Это первая студийная запись группы со времен Forbidden (1995) и первая запись с вокалом Оззи Осборна после Reunion (1998).
Работу над новым студийным альбомом группа начала в 2001 году совместно с продюсером Риком Рубином. Запись альбома приостанавливалась в связи с тем, что Осборн находился в процессе работы над сольным диском, а остальные музыканты занимались другими своими проектами, включая GZR и Heaven and Hell. После анонса воссоединения Black Sabbath 11 ноября 2011 года группа объявила о возобновлении работы над альбомом под руководством Рубина. Запись альбома происходила с августа 2012 года по январь 2013 на студии в Лос-Анджелесе. Помимо участников первоначального состава (Батлер, Осборн, Айомми) в записи принял участие барабанщик Брэд Уилк (Rage Against The Machine) вместо Уорда, отказавшегося от участия по «контрактным соображениям».

## Об альбоме
11 ноября 2011 (11/11/11) в 11:11 в легендарном клубе Whisky a Go Go Осборн, Айомми, Батлер и Уорд объявили о воссоединении группы. Спустя 2 месяца после этого у Тони Айомми была обнаружена опухоль лимфатической ткани (лимфома) на ранней стадии развития, в связи с чем в феврале 2012 года группа отменила все концерты грядущего тура. 13 января 2013 было объявлено о предстоящем в июне выходе нового студийного альбома группы, получившего название 13. Из классического состава Black Sabbath в записи диска приняли участие Осборн, Айомми и Батлер. В качестве сессионного музыканта для записи ударных был приглашён Брэд Уилк (Rage Against The Machine). Также было объявлено о выступлении группы в Японии в рамках предстоящего Оззфеста.
Мировой релиз состоялся 10 июня 2013, в США и Канаде 11 июня 2013. Альбом вышел в следующих форматах:
- CD — обычный формат на CD диске.
- Deluxe 2CD Set — содержит обычный диск и включает в себя дополнительный диск с «эксклюзивным аудио контентом.»
- Виниловый диск.
- Super Deluxe Box Set — выпущен ограниченным тиражом. Помимо CD дисков Deluxe 2CD Set включает в себя виниловый диск, эксклюзивный DVD, содержащий различные материалы об объединении группы, 5 закадровых сцен работы над альбомом, купон на скачивание эксклюзивного трека с интервью с музыкантами, 13 эксклюзивных фотографий группы и рукописный альбом текстов песен с альбома[5].

## Обложка
4 апреля 2013 года группа представила обложку для альбома. Обложка была создана Ником Дартом и Нилом Боуэном из студии Zip Design в Лондоне. Скульптор Спенсер Дженкинс создал из плетеных прутьев число 13 высотой 2,5 метра, которое затем подожгли. Пламя было видно за много миль. Снимок сделал фотограф Джонатан Ноулз. Zip Design выпустила закулисное видео, также снятое командой Джонатана Ноулза, в котором показан процесс создания инсталляции из цифр.

## Коммерческий успех
Альбом был выпущен 10 июня 2013 года. Он достиг первого места в чарте альбомов Великобритании после первой недели продаж. Это первый альбом группы после Paranoid (1970), достигший вершины британского чарта. Событие произошло с промежутком почти в 43 года, и побило предыдущий рекорд Боба Дилана. Осборн сказал, что он «в шоке» от успеха альбома, заметив, что раньше группа «никогда так быстро не взлетала в чартах». Альбом достиг вершины американского чарта Billboard 200. За первую неделю было продано более 155 000 экземпляров альбома. Осборн сказал: «Было так много удивительных моментов в нашей долгой карьере. Это наш первый альбом, ставший номером один в США, и это ещё одна невероятная веха для Black Sabbath». После трёх недель продаж общее количество проданных экземпляров в США достигло 227 000. Альбом также дебютировал на первом месте в Канаде.
Альбом получил премию Classic Rock Awards — Roll of Honour в номинации «Альбом года» (Album Of The Year). Кроме того, группа получила премии в номинациях «Событие года» (Event Of The Year) и «Живая легенда» (Living Legends). Альбом и песня из него — «God is Dead?» — были номинированы на три премии «Грэмми»:
- Лучшее исполнение (Best Metal Performance)
- Лучшая рок-песня (Best Rock Song)
- Лучший рок-альбом (Best Rock Album)

По итогам присуждения, песня «God Is Dead?» стала победителем в категории Лучшее исполнение (Best Metal Performance)

## Критика
В основном, альбом получил положительные оценки от музыкальных критиков. На сайте Metacritic он имеет 72 балла из 100 на основе 32 обзоров. Рецензент Allmusic Фред Томас назвал 13 «неожиданно блестящим, апокалиптическим, и имеющим важное значение для любого настоящего поклонника метала». Обозреватель Metal Hammer Джефф Бартон рассмотрел эволюцию хэви-метала с того момента, как группа его создала, и пришёл к выводу, что классический состав Black Sabbath доказал свою актуальность в современной музыке.

## Список композиций
1. End of the Beginning (8:07)
2. God is Dead? (8:54)
3. Loner (5:06)
4. Zeitgeist (4:28)
5. Age of Reason (7:02)
6. Live Forever (4:49)
7. Damaged Soul (7:43)
8. Dear Father (7:06)

Издание Super Deluxe Box Set содержит дополнительные студийные песни
1. Methademic (5:57)
2. Peace of Mind (3:40)
3. Pariah (5:34)

Издание Spotify содержит дополнительные песни
1. Methademic (5:57)
2. Peace of Mind (3:40)
3. Pariah (5:34)
4. Dirty Women (Live in Australia 2013) (7:21)

Японское издание содержит дополнительную песню
1. Naïveté In Black (3:50)

Издание Best Buy содержит дополнительные песни
1. Methademic (5:57)
2. Peace of Mind (3:40)
3. Pariah (5:34)
4. Naïveté In Black (3:50)

Кроме вошедших в альбом композиций были записаны ещё четыре песни «Cry All Night», «Isolated Man», «Season of the Dead» и «Hanging By a Thread» (позже они были включены в сборный альбом The End). Музыканты не выбирали песни, вошедшие в альбом. Этот выбор сделал Рубин.

## Участники записи
- Оззи Осборн — вокал, гармоника («Damaged Soul»)
- Тони Айомми — гитара, акустическая гитара («Zeitgeist» и «Methademic»)
- Гизер Батлер — бас-гитара

Приглашённые музыканты
- Брэд Уилк — ударные
- Адам Уэйкман — клавишные

## Места в чартах
| Страна                    | Высшая позиция |
| ------------------------- | -------------- |
| Австралия                 | 4              |
| Австрия                   | 2              |
| Бельгия ~ округ Валлония  | 6              |
| Бельгия ~ Фландрия        | 4              |
| Великобритания            | 1              |
| Венгрия                   | 2              |
| Германия                  | 1              |
| Греция                    | 3              |
| Дания                     | 1              |
| Ирландия                  | 5              |
| Испания                   | 4              |
| Италия                    | 6              |
| Канада                    | 1              |
| Нидерланды                | 10             |
| Новая Зеландия            | 1              |
| Норвегия                  | 1              |
| Польша                    | 4              |
| Португалия                | 9              |
| Соединённые Штаты Америки | 1              |
| Финляндия                 | 2              |
| Франция                   | 15             |
| Швейцария                 | 1              |
| Швеция                    | 1              |